# Alexandr Timošinin
Alexandr Ivanovič Timošinin (rusky Александр Иванович Тимошинин; 20. května 1948 Moskva, Sovětský svaz – 26. listopadu 2021) byl sovětský veslař.
Byl dvojnásobným olympijským vítězem na dvojskifu. Společně s Anatolijem Sassem získal zlatou medaili na Letních olympijských hrách 1968 v Ciudad de México a s Gennadijem Koršikovem na Letních olympijských hrách 1972 v Mnichově.